# 비야노 안티야노
비야노 안티야노(Villano Antillano, 1995년 3월 27일 ~ )는 푸에르토리코의 래퍼이며, 트랜스여성이다.

## 음반 목록

### 정규 음반
- La Sustancia X (2022)

### EP
- Tiranía (2019)
- Ketaprincesa (2020)
- Hembrismo (2022)